# Dominique Soltner
Dominique Soltner, né en 1936, est un ingénieur agricole, écrivain et éditeur français, auteur d'ouvrages de vulgarisation d'agronomie et d'ouvrages à destination de l'enseignement agricole.

## Biographie
Diplômé de l’École Supérieure d'Agriculture d'Angers en 1957, il est enseignant en lycée agricole de 1962 à 1972. À partir de 1968, il commence à publier des ouvrages de vulgarisation de l'agronomie et de la zootechnie, régulièrement mis à jour, dans sa propre maison d'édition, la Collection Sciences et Techniques Agricoles, .
Il défend une agriculture raisonnée et notamment la protection et l'utilisation agronomique des haies. En 1978, il participe à la mise en place de "haies champêtres" autour de la rocade sud Angers-Cholet,.

## Liste d'ouvrages
- Les bases de la production végétale, 3 tomes
- Les grandes productions végétales
- Guide la nouvelle agriculture: l'agriculture sur sol vivant ou "de conservation"
- Bandes enherbées et autres dispositifs bocagers
- Aujourd'hui les composts
- La reproduction des animaux d'élevage
- Alimentation des animaux domestiques, 2 tomes
- Planter des haies
- Petit guide des arbres et haies champêtres
- Un jardin sans travail du sol
- L'arbre et la haie. Pour la production agricole, pour l'équilibre écologique et le cadre de vie rurale. 11e édition 2019.
- Agroécologie : guide de la nouvelle agriculture. Sans labour, avec couverts, légumineuses et rotations